# Lebzul
Lebzul ist ein 1995 gegründetes panamasisches Solo-Musikprojekt, dessen Stil dem Post-Industrial-Subgenre Dark Ambient zugerechnet wird.

## Geschichte
Zwischen dem Ende des Jahres 1995 und dem Beginn des Jahres 1996 initiierte Ricardo Brenes Lebzul um atmosphärische Musik als Ausdruck seiner Emotionen zu spielen. Im Jahr 1997 debütierte das Projekt mit ersten Aufnahmen für deren Veröffentlichung Brenes das Label Infernal World Productions gründete. Das Debüt erschien 2001 erneut als Teil des Split-Albums … Gjennom Tåkete Skogen / The Silence Within mit Vinterriket über Neodawn Productions. Im Jahr 2001 und 2005 folgten die Alben Bloodbath in Paradise und Summoning The Inner Darkness über Infernal World Productions. Nach einer Split-MC mit der Band Begotten im Jahr 2013 blieben weitere neue Veröffentlichungen des Projektes aus. Mit der Gründung des Labels Jaibaná Records veröffentlichte Brenes Teile des Lebzul-Katalogs in überarbeiteter Form erneut.

## Hintergrund
Brenes, der in verschiedenen Bands aktiv war, war bestrebt die Musik von Lebzul als persönliche Reise gänzlich autark zu gestalten. Die Musik solle so „alle bösen Dinge“ reflektieren, die er sich vorstellen könne und spirituelle Stimmungen einfangen, die er während einiger Ausflüge in die Wälder Panamas unter der „rituellen Einnahme von magischen halluzinogenen Tränken“ die auf präkolumbische Kulturen zurückgehen, gemacht habe. Ziel dieser Erfahrung sei „ein innerer Weg zu höherem Bewusstsein“ gewesen. Die mit Lebzul gespielte Dark-Ambient-Musik nahm nachkommend Einfluss auf die von Brenes geführten Extreme-Doom-Projekte Doomslut und Lake of Depression.

## Stil
Ricardo Brenes Dark-Ambient-Musik die ursprünglich von dem Projekt Shadowcaster, Intros, Zwischenspielen und Outros des Black- und Death-Metal sowie der Musik von Dead Can Dance beeinflusst wurde. Das Projekt war als konsequent persönlich angelegt und sollte negative Erfahrungen und Gefühle sowie spirituellen Stimmungen spiegeln. Sein lyrischer Schwerpunkt liegt auf „Dunkelheit, Schrecken, Verzweiflung, Obskurität, Alpträume, Wissen und Erhabenheit“.

## Diskografie
- 1997: Promo '97 (Demo, Selbstverlag)
- 2000: The Silence Within (Album, Infernal World Productions)
- 2001: Vinterriket/Lebzul (Split-Album, Neodawn Productions)
- 2001: Bloodbath In Paradise (Album, Infernal World Productions, Re-Release: 2020, Jaibaná Records)
- 2005: Summoning The Inner Darkness (Doppel-Album, Infernal World Productions, Re-Release: 2020, Jaibaná Records)
- 2013: Lebzul & Begotten (Split-Album, Jaibaná Records)